# Постников, Нестор Васильевич
Нестор Васильевич Постников (1821—1913) — российский врач, статский советник.

## Биография
Нестор Постников родился в 1821 году. Образование получил на медицинском факультете Московского университета, в котором окончил курс лекарем в 1846 году.
Состоял помощником прозектора анатомии там же до 1855 года. Затем врач студенческой больницы в Москве и Московского ремесленного училища. За диссертацию «De anaesthesia» (M., 1854) Постников удостоен степени доктора медицины. С 1855 года старший госпитальный врач в Ярославле, а с 1859 года — в Саратове.
Постников в 1858 году учредил первое в России кумысолечебное заведение и поставил лечение кумысом на научную почву. По последнему вопросу Постников напечатал несколько статей в разных изданиях, а отдельно издал: «Кумысолечебное заведение близ г. Самары» (Самара, 1860) и «О кумысе, его свойствах и действии на человеческий организм» (3-е изд., Самара, 1867).
За всю большую работу во благо здоровья человека Постников был удостоен многих наград: ордена святой Анны III и II степени, ордена святого Владимира IV степени, бронзовой медали на Владимирской ленте.
Отец Сергея Постникова (1861—?) — городского головы Самары.

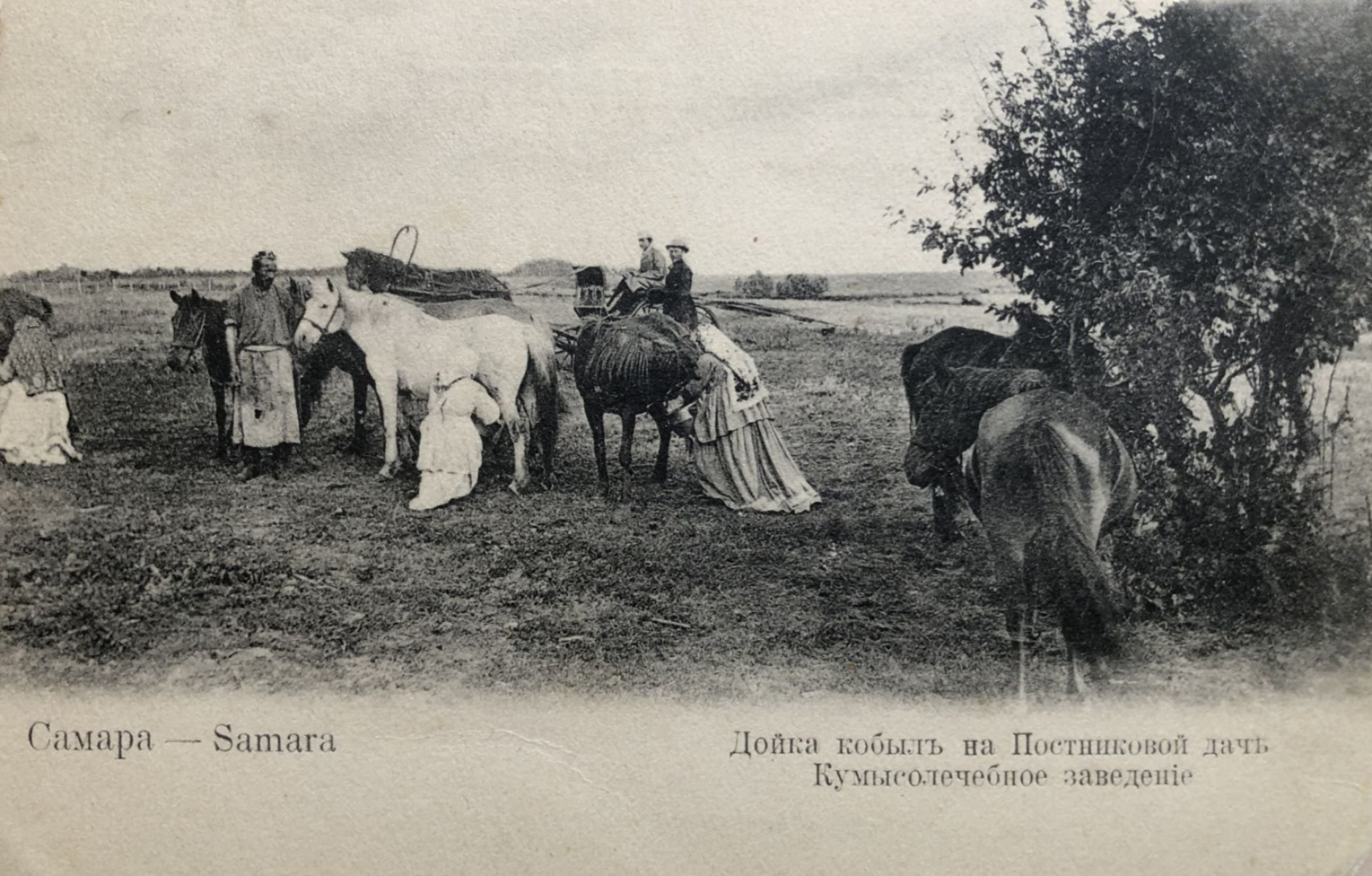
Дойка кобыл на Постниковой даче, Кумысолечебное заведение, начало XX века

## Память
В Самаре имя Нестора Постникова носят овраг, где располагалась кумысолечебница, улица, проходящая вдоль него, а также Самарский областной противотуберкулезный диспансер.
В 2022 году в Самарской области учреждён почётный знак Нестора Постникова.